# Atal (general)
Atal (grč. Άτταλος, oko 390. – 336. pr. Kr.) je bio makedonski dvoranin i vojskovođa u službi kralja Filipa II.
Atal se pred kraj Filipove vladavine, uz Parmeniona, nametnuo kao jedan od najsposobnijih Filipovih zapovjednika. S vremenom je ojačao i Atalov uticaj na dvoru te je 338. pr. Kr. isposlovao brak svoje nećakinje Euridike i Filipa. To ga je odmah dovelo u sukob s Filipovom četvrtom suprugom Olimpijadom te njenim sinom i prijestonasljednikom Aleksandrom. Prilikom jedne gozbe se Atal napio i javno molio da će Euridika roditi novog prijestonasljednika, na što ga je Aleksandar bijesno prekorio, a pošto je Filip stupio na Atalovu stranu, napustio je dvor i otišao u Iliriju.
Nešto kasnije Filip pomirio s Aleksandrom, a Atal je, zajedno s Parmenionom poslan na čelu 10.000 vojnika u Malu Aziju kako bi stvorio makedonsko uporište pred veliki pohod na Perzijsko Carstvo. Atala i Parmeniona je tada porazio Memnon s Rodosa, vođa grčkih plaćenika u perzijskoj službi.
U listopadu 336. pr. Kr. Filip je ubijen od strane svog tjelohranitelja Pauzanija iz Orestisa, a prema Diodoru, upravo je Atal dao povoda za atentat tako što je ljutit time što je Pauzanija njegovog prijatelja javno osramotio i potakao na samoubojstvo, Pauzanija napio i podvrgao javnom silovanju. Pauzanije je ubio kralja zato što je odbio Atala kazniti za taj zločin.
Saznavši za Filipovu smrt, atenski političar Demosten mu je poslao pismo u kome nudi financijsku i drugu podršku ako se okrene protiv Aleksandra. Atal se umjesto toga vratio u Makedoniju i predao Demostenovo pismo kao dokaz svoje odanosti. Međutim, u međuvremenu je Olimpijada dala likvidirati Euridiku i njenu djecu pa je Aleksandar, zaključivši kako se Euridikinom stricu ne može vjerovati, dao pogubiti Atala.

## Vanjske poveznice
- Atal (Livius.org, Jona Lendering)  Arhivirana inačica izvorne stranice od 17. srpnja 2014. (Wayback Machine)